# La guerra de papá
La guerra de papá es una película española dirigida por Antonio Mercero basada en la novela de Miguel Delibes El príncipe destronado. A pesar del gran éxito obtenido en su estreno por el público, es una obra bastante desconocida en aquellos años al ser categorizada por la prensa como film blanco. El interés por toda la actualidad sobre la Transición española, silenció cualquier obra que estuviera al margen de conflictos políticos.
El protagonista es un niño de facciones angelicales interpretado por Lolo García, que hace constantes travesuras en un intento de llamar la atención a sus padres, ya que siente celos de su hermana más pequeña.
Como se estilaba en los años 70 en España se dobló todo el sonido, lo cual produce una desincronización entre los labios de los actores y la voz.

## Reparto
| Intérprete            | Personaje         |
| --------------------- | ----------------- |
| Lolo García           | Quico             |
| Teresa Gimpera        | Mamá (Mercedes)   |
| Héctor Alterio        | Papá (Pablo)      |
| Verónica Forqué       | Vítora            |
| Rosario García Ortega | Domi              |
| Vicente Parra         | Emilio            |
| Queta Claver          | Tía Cuqui         |
| María Isbert          | Señora con pieles |
| Eugenio Chacón        | Juan              |
| Beatriz Díez          | Cris              |
| Regina Navarro        | Merche            |
| Agustín Navarro       | Marcos            |
| Walter Morf           | Pablo             |
| Marcos von Wachten    | Repartidor        |
| Chus Lampreave        | Loren             |
| Rafael Vaquero        | Don Wenceslao     |
| Maria Mena            | Amiga de Merche   |
| Susana García         | Amiga de Merche   |
| José Pagán            |                   |
| Tito Valverde         | Eufemio           |
| Leonora Pardo         |                   |
| Fernando Chinarro     | Practicante       |
| José Carabias         | Repartidor        |
| Matilde Conesa        | Tía Cuqui         |
| María Garralón        | Juan              |
| José Moratalla        | Femio             |
| María Luisa Rubio     | Mercedes          |
| Matilde F. Vilariño   | Quico             |